# جون تاونسند (سياسي)
جون تاونسند هو قاضي ومحامي وسياسي أمريكي، ولد في 1789، وتوفي في 1863. نشط حزبياً في الحزب الديمقراطي. وقد انتخب عضو جمعية ولاية نيويورك ‏ وانتخب عضو مجلس ولاية نيويورك ‏.